# Taça de Portugal 2015/16
Die Taça de Portugal 2015/16 war die 76. Austragung des portugiesischen Pokalwettbewerbs. Er wurde vom portugiesischen Fußballverband ausgetragen. Pokalsieger wurde Vorjahresfinalist Sporting Braga, das sich im Finale gegen den FC Porto durchsetzte.
In der ersten Runde wurden die 118 Teilnehmer in acht regionale Gruppen eingeteilt. Dies ermöglichte kürzere Reisen und verbesserte die Spiele mit größerer regionaler Rivalität.
Um die Freilose zu vermeiden, durften 14 Verlierer der ersten Runde in der zweiten Runde nochmals antreten. Die Mannschaften aus der zweitklassigen LigaPro, die in der zweiten Runde einstiegen, mussten gemäß der neuen Wettbewerbsbestimmungen auswärts antreten. Das Gleiche galt für die Teams der Primeira Liga in der dritten Runde. Ab der vierten Runde wurde dann ohne Beschränkungen gelost.
Das Halbfinale wurden in Hin- und Rückspiel ausgetragen. Alle anderen Begegnungen wurden in einem Spiel entschieden. Bei unentschiedenem Ausgang wurde das Spiel um zweimal 15 Minuten verlängert, und wenn nötig im anschließenden Elfmeterschießen entschieden.

## Teilnehmende Teams
| Primeira Liga (18) | Primeira Liga (18) | LigaPro (19) | LigaPro (19) |
| --- | --- | --- | --- |
| - Académica de Coimbra - FC Arouca - Belenenses Lissabon - Benfica Lissabon - Sporting Braga - Boavista Porto - GD Estoril Praia - Nacional Funchal - Marítimo Funchal | - Moreirense FC - FC Paços de Ferreira - FC Porto - Rio Ave FC - Sporting Lissabon - CD Tondela - União Madeira - Vitória Guimarães - Vitória Setúbal | - Académico de Viseu FC - Atlético CP - GD Chaves - SC Covilhã - Desportivo Aves - FC Famalicão - SC Farense - CD Feirense - SC Freamunde - Gil Vicente FC | - Leixões SC - CD Mafra - SC Olhanense - UD Oliveirense - Clube Oriental de Lisboa - FC Penafiel - Portimonense SC - CD Santa Clara - Varzim SC |
| Campeonato de Portugal Prio (78) | | | |
| - Académica de Coimbra – SF - AC Alcanenense - SR Almancilense - GD Águias Moradal - Amarante FC - Anadia FC - SC Angrense - Arões SC - FC Barreirense - Benfica e Castelo Branco - GD Bragança - SC Bustelo - Caldas SC - AD Camacha - Casa Pia AC - FC Castrense - FC Cesarense - CD Cinfães - SC Coimbrões - GD Coruchense | - FC Crato - SU 1º Dezembro - Eléctrico Ponte de Sor - CD Estarreja - Juventude Évora - AD Fafe - FC Felgueiras 1932 - GD Gafanha - Gondomar SC - SC Ideal - AD Limianos - Louletano DC - GS Loures - Lusitânia Lourosa - Lusitano VRSA - Lusitano FC Vildemoinhos - AC Malveira - Minas Argozelo - SC Mirandela - Mondinense FC | - Mortágua FC - Moura AC - Naval 1º de Maio - Neves FC - AD Nogueirense - GD de Oliveira de Frades - FC Oliveira Hospital - AD Oliveirense - CD Operário - FC Pampilhosa - FC Pedras Rubras - Juventude Pedras Salgadas - GD Peniche - CD Cova da Piedade - CD Pinhalnovense - SC Praiense - Real SC Queluz - Atlético Reguengos - SC Sabugal | - SG Sacavenense - SC Salgueiros - AD Sanjoanense - AR São Martinho - Vitória Sernache - Sertanense FC - Sport União Sintrense - CD Sobrado - FC Tirsense - SC União Torreense - GD Tourizense - CD Trofense - União Leiria - União Sousense - União Torcatense - SC Vianense - SC Vila Real - Vilaverdense FC - FC Vizela |
| Distrikte (40) | | | |
| - Águia FC Vimioso - RD Águeda - CD Alcains - GC Alcobaça - GD Alcochetense - FC Amares - CD Amiense - Amora FC - Atlético Arcos - CF Carregal do Sal | - AD Estação - Fayal SC - CF Os Gavionenses - GD Lagoa - SC Leiria e Marrazes - AD Manteigas - SC Maria da Fonte - Mira Mar SC - GR Vigor Mocidade - LGC Moncarapachense | - CDC Montalegre - FC Mosteirense - CF Oliveira do Douro - SC Penalva Castelo - Vitorino de Piães - AD Pontassolense - Atlético Povoense - CD Praia Milfontes - CD Rabo Peixe - Redondense FC | - SC Régua - SC Rio Tinto - GD São Roque - GD Torre Moncorvo - GD Trancoso - União FC Gavinhos - União de Tomar - CF Vasco da Gama - Sporting Viana - UD Vilafranquense |

## 1. Runde
Teilnehmer waren 78 Vereine aus der drittklassigen Campeonato de Portugal Prio und 40 Vereine der Distriktverbände. Reservemannschaften von Profiklubs waren nicht teilnahmeberechtigt.

### Série A
| Datum      |                  | Ergebnis              |                           |
| ---------- | ---------------- | --------------------- | ------------------------- |
| 06.09.2015 | SC Vianense      | 1:0                   | Neves FC                  |
| 06.09.2015 | CDC Montalegre   | 1:0 n. V.             | Vitorino de Piães •       |
| 06.09.2015 | Vilaverdense FC  | 1:2                   | GD Bragança               |
| 06.09.2015 | AD Pontassolense | 0:4                   | Minas Argozelo            |
| 06.09.2015 | AD Camacha       | 2:1                   | Juventude Pedras Salgadas |
| 06.09.2015 | União Torcatense | 3:3 n. V. (3:4 i. E.) | SC Maria da Fonte         |
| 06.09.2015 | Águia FC Vimioso | 3:3 n. V. (2:4 i. E.) | FC Amares                 |
| 06.09.2015 | Atlético Arcos   | 0:0 n. V. (3:2 i. E.) | AD Limianos •             |

### Série B
| Datum      |                  | Ergebnis              |                    |
| ---------- | ---------------- | --------------------- | ------------------ |
| 06.09.2015 | AR São Martinho  | 2:0                   | Arões SC           |
| 06.09.2015 | AD Fafe          | 1:0                   | FC Vizela          |
| 06.09.2015 | Mondinense FC    | 3:2                   | SC Mirandela       |
| 06.09.2015 | SC Vila Real     | 2:3 n. V.             | Amarante FC        |
| 06.09.2015 | CD Trofense      | 1:0                   | CD Sobrado         |
| 06.09.2015 | FC Pedras Rubras | 1:0                   | AD Oliveirense     |
| 06.09.2015 | FC Tirsense      | 0:0 n. V. (4:2 i. E.) | FC Felgueiras 1932 |

### Série C
| Datum      |                      | Ergebnis  |                   |
| ---------- | -------------------- | --------- | ----------------- |
| 06.09.2015 | SC Bustelo •         | 0:1       | Lusitânia Lourosa |
| 06.09.2015 | Gondomar SC          | 2:1       | SC Coimbrões •    |
| 06.09.2015 | AD Sanjoanense       | 4:1       | União Sousense    |
| 06.09.2015 | SC Régua             | 1:3       | SC Rio Tinto      |
| 06.09.2015 | CD Cinfães           | 0:1 n. V. | SC Salgueiros     |
| 06.09.2015 | GD São Roque •       | 1:2       | GD Torre Moncorvo |
| 06.09.2015 | CF Oliveira do Douro | 4:3 n. V. | FC Cesarense      |

### Série D
| Datum      |                          | Ergebnis  |                      |
| ---------- | ------------------------ | --------- | -------------------- |
| 06.09.2015 | Lusitano FC Vildemoinhos | 2:0       | GD Gafanha •         |
| 06.09.2015 | CD Estarreja             | 5:2 n. V. | CF Carregal do Sal   |
| 06.09.2015 | GD Tourizense            | 1:2       | FC Oliveira Hospital |
| 06.09.2015 | GD de Oliveira de Frades | 4:0       | AD Manteigas •       |
| 06.09.2015 | RD Águeda                | 4:0       | GD Trancoso          |
| 06.09.2015 | SC Penalva Castelo       | 2:3 n. V. | Mortágua FC          |
| 06.09.2015 | Anadia FC                | 5:3       | SC Sabugal •         |

### Série E
| Datum      |                   | Ergebnis |                           |
| ---------- | ----------------- | -------- | ------------------------- |
| 05.09.2015 | SC Angrense       | 2:1      | Académica de Coimbra – SF |
| 06.09.2015 | CD Rabo Peixe     | 1:4      | União FC Gavinhos         |
| 06.09.2015 | FC Pampilhosa     | 7:0      | AD Estação                |
| 06.09.2015 | AD Nogueirense    | 2:4      | Naval 1º de Maio          |
| 06.09.2015 | SC Praiense       | 7:0      | Mira Mar SC               |
| 06.09.2015 | SC Ideal          | 2:0      | GR Vigor Mocidade         |
| 16.09.2015 | GD Águias Moradal | 6:1      | Fayal SC                  |
| 23.09.2015 | CD Alcains        | 0:1      | CD Operário               |

### Série F
| Datum      |                          | Ergebnis  |                        |
| ---------- | ------------------------ | --------- | ---------------------- |
| 06.09.2015 | Vitória Sernache         | 1:2 n. V. | FC Crato               |
| 06.09.2015 | AC Alcanenense           | 2:1       | Eléctrico Ponte de Sor |
| 06.09.2015 | Benfica e Castelo Branco | 9:0       | CD Amiense •           |
| 06.09.2015 | GD Peniche               | 1:2       | Caldas SC              |
| 06.09.2015 | SC Leiria e Marrazes •   | 0:1       | GC Alcobaça            |
| 06.09.2015 | Sertanense FC            | 4:0       | CF Os Gavionenses      |
| 06.09.2015 | União de Tomar           | 0:7       | União Leiria           |

### Série G
| Datum      |                    | Ergebnis |                       |
| ---------- | ------------------ | -------- | --------------------- |
| 06.09.2015 | CD Cova da Piedade | 1:0      | SC União Torreense    |
| 06.09.2015 | Real SC Queluz     | 3:1      | Sport União Sintrense |
| 06.09.2015 | Casa Pia AC •      | 1:3      | UD Vilafranquense     |
| 06.09.2015 | GD Alcochetense •  | 0:1      | GS Loures             |
| 06.09.2015 | GD Coruchense      | 2:1      | Atlético Povoense     |
| 06.09.2015 | FC Mosteirense •   | 1:4      | SU 1º Dezembro        |
| 06.09.2015 | AC Malveira        | 5:2      | FC Barreirense        |
| 06.09.2015 | Redondense FC      | 0:2      | SG Sacavenense        |

### Série H
| Datum      |                    | Ergebnis              |                     |
| ---------- | ------------------ | --------------------- | ------------------- |
| 06.09.2015 | CD Pinhalnovense   | 2:0                   | Atlético Reguengos  |
| 06.09.2015 | SR Almancilense •  | 0:1                   | Moura AC            |
| 06.09.2015 | Juventude Évora    | 0:5                   | Louletano DC        |
| 06.09.2015 | FC Castrense       | 2:0                   | CF Vasco da Gama    |
| 06.09.2015 | Lusitano VRSA      | 2:0                   | LGC Moncarapachense |
| 06.09.2015 | CD Praia Milfontes | 2:3 n. V.             | Sporting Viana      |
| 06.09.2015 | GD Lagoa           | 1:1 n. V. (4:3 i. E.) | Amora FC            |

## 2. Runde
Zu den 59 Siegern der 1. Runde kamen 19 Vereine aus der LigaPro, sowie 14 ausgeloste Verlierer der 1. Runde. Reservemannschaften von Profiklubs waren nicht teilnahmeberechtigt. Die Teams der LigaPro mussten auswärts antreten.
| Datum      |                          | Ergebnis              |                          |
| ---------- | ------------------------ | --------------------- | ------------------------ |
| 26.09.2015 | Sporting Viana           | 1:2 n. V.             | Naval 1º de Maio         |
| 26.09.2015 | Moura AC                 | 1:2 n. V.             | SC Angrense              |
| 26.09.2015 | SC Sabugal               | 0:2                   | CD Feirense              |
| 26.09.2015 | União Leiria             | 0:0 n. V. (3:4 i. E.) | GD Chaves                |
| 26.09.2015 | CD Trofense              | 2:2 n. V. (6:5 i. E.) | Atlético CP              |
| 27.09.2015 | FC Castrense             | 0:5                   | FC Famalicão             |
| 27.09.2015 | AC Alcanenense           | 2:2 n. V. (4:3 i. E.) | SC Covilhã               |
| 27.09.2015 | FC Oliveira Hospital     | 3:4 n. V.             | SC Farense               |
| 27.09.2015 | SC Maria da Fonte        | 0:2                   | Varzim SC                |
| 27.09.2015 | RD Águeda                | 0:2                   | Académico de Viseu FC    |
| 27.09.2015 | CD Pinhalnovense         | 0:2 n. V.             | Leixões SC               |
| 27.09.2015 | Louletano DC             | 2:1                   | SC Freamunde             |
| 27.09.2015 | GD Coruchense            | 0:0 n. V. (4:3 i. E.) | UD Oliveirense           |
| 27.09.2015 | GD Lagoa                 | 0:3                   | FC Penafiel              |
| 27.09.2015 | AD Limianos              | 0:1                   | Desportivo Aves          |
| 27.09.2015 | FC Pampilhosa            | 1:0                   | CD Mafra                 |
| 27.09.2015 | CF Oliveira do Douro     | 3:5                   | Gil Vicente FC           |
| 27.09.2015 | SR Almancilense          | 0:2                   | SC Olhanense             |
| 27.09.2015 | CD Amiense               | 0:1                   | Portimonense SC          |
| 27.09.2015 | Real SC Queluz           | 1:3                   | Clube Oriental de Lisboa |
| 27.09.2015 | GD Gafanha               | 1:2 n. V.             | AD Fafe                  |
| 27.09.2015 | AR São Martinho          | 0:1                   | Benfica e Castelo Branco |
| 27.09.2015 | CD Cova da Piedade       | 2:1                   | Lusitano VRSA            |
| 27.09.2015 | Caldas SC                | 2:1                   | FC Tirsense              |
| 27.09.2015 | FC Crato                 | 0:2 n. V.             | GS Loures                |
| 27.09.2015 | Amarante FC              | 8:0                   | GD São Roque             |
| 27.09.2015 | União FC Gavinhos        | 3:1                   | AD Camacha               |
| 27.09.2015 | Gondomar SC              | 3:1                   | Anadia FC                |
| 27.09.2015 | GD Bragança              | 4:1                   | Lusitano FC Vildemoinhos |
| 27.09.2015 | SC Bustelo               | 2:2 n. V. (2:4 i. E.) | SC Vianense              |
| 27.09.2015 | CD Estarreja             | 1:2                   | Lusitânia Lourosa        |
| 27.09.2015 | GC Alcobaça              | 0:5                   | Casa Pia AC              |
| 27.09.2015 | GD de Oliveira de Frades | 0:1 n. V.             | SC Coimbrões             |
| 27.09.2015 | Minas Argozelo           | 1:3                   | Sertanense FC            |
| 27.09.2015 | Mortágua FC              | 1:2                   | SC Rio Tinto             |
| 27.09.2015 | GD Águias Moradal        | 1:2                   | SC Salgueiros            |
| 27.09.2015 | SU 1º Dezembro           | 2:3 n. V.             | AD Sanjoanense           |
| 27.09.2015 | SG Sacavenense           | 0:3                   | AC Malveira              |
| 27.09.2015 | FC Amares                | 1:2 n. V.             | CD Operário              |
| 27.09.2015 | Vitorino de Piães        | 0:1                   | GD Torre Moncorvo        |
| 27.09.2015 | Atlético Arcos           | 2:0 n. V.             | GD Alcochetense          |
| 27.09.2015 | UD Vilafranquense        | 8:1                   | AD Manteigas             |
| 27.09.2015 | SC Leiria e Marrazes     | 3:2 n. V.             | Mondinense FC            |
| 27.09.2015 | SC Praiense              | 4:0                   | CDC Montalegre           |
| 27.09.2015 | SC Ideal                 | 0:2                   | FC Mosteirense           |
| 08.10.2015 | FC Pedras Rubras         | 0:0 n. V. (6:7 i. E.) | CD Santa Clara           |

## 3. Runde
Zu den 46 Siegern der 2. Runde kamen die 18 Vereine der Primera Liga hinzu. Diese mussten auswärts antreten
| Datum      |                       | Ergebnis              |                          |
| ---------- | --------------------- | --------------------- | ------------------------ |
| 16.10.2015 | SC Vianense           | 1:2                   | Benfica Lissabon         |
| 17.10.2015 | Casa Pia AC           | 3:1                   | Clube Oriental de Lisboa |
| 17.10.2015 | CD Trofense           | 1:0                   | CD Santa Clara           |
| 17.10.2015 | Louletano DC          | 0:5                   | GD Chaves                |
| 17.10.2015 | FC Famalicão          | 1:1 n. V. (4:5 i. E.) | CD Feirense              |
| 17.10.2015 | SC Olhanense          | 0:1                   | Belenenses Lissabon      |
| 17.10.2015 | Desportivo Aves       | 3:2 n. V.             | Moreirense FC            |
| 17.10.2015 | UD Vilafranquense     | 0:4                   | Sporting Lissabon        |
| 17.10.2015 | Académico de Viseu FC | 0:3                   | Sporting Braga           |
| 17.10.2015 | GD Coruchense         | 0:2                   | Vitória Setúbal          |
| 17.10.2015 | Varzim SC             | 0:2                   | FC Porto                 |
| 18.10.2015 | Gondomar SC           | 0:1 n. V.             | GD Estoril Praia         |
| 18.10.2015 | Gil Vicente FC        | 2:1                   | CD Tondela               |
| 18.10.2015 | AD Sanjoanense        | 1:5                   | Académica de Coimbra     |
| 18.10.2015 | Leixões SC            | 1:2 n. V.             | FC Arouca                |
| 18.10.2015 | União FC Gavinhos     | 0:3                   | Rio Ave FC               |
| 18.10.2015 | GS Loures             | 1:2 n. V.             | Boavista Porto           |
| 18.10.2015 | Naval 1º de Maio      | 1:7                   | FC Paços de Ferreira     |
| 18.10.2015 | FC Mosteirense        | 0:6                   | Nacional Funchal         |
| 18.10.2015 | FC Penafiel           | 2:0                   | Vitória Guimarães        |
| 18.10.2015 | Sertanense FC         | 1:5                   | União Madeira            |
| 18.10.2015 | Lusitânia Lourosa     | 0:2 n. V.             | Marítimo Funchal         |
| 18.10.2015 | SC Coimbrões          | 2:3                   | AD Fafe                  |
| 18.10.2015 | CD Cova da Piedade    | 4:3                   | AC Alcanenense           |
| 18.10.2015 | Atlético Arcos        | 0:3                   | Caldas SC                |
| 18.10.2015 | FC Pampilhosa         | 0:5                   | Portimonense SC          |
| 18.10.2015 | SC Leiria e Marrazes  | 1:5                   | Benfica e Castelo Branco |
| 18.10.2015 | AC Malveira           | 3:0                   | SC Praiense              |
| 18.10.2015 | SC Angrense           | 4:1                   | GD Torre Moncorvo        |
| 18.10.2015 | SC Farense            | 1:0                   | SC Rio Tinto             |
| 18.10.2015 | CD Operário           | 1:0                   | SC Salgueiros            |
| 18.10.2015 | Amarante FC           | 2:2 n. V. (3:2 i. E.) | GD Bragança              |

## 4. Runde
Ab dieser Runde wurde die Paarungen ohne Beschränkung der Ligazugehörigkeit gelost.
| Datum      |                          | Ergebnis              |                      |
| ---------- | ------------------------ | --------------------- | -------------------- |
| 20.11.2015 | Portimonense SC          | 3:2                   | Belenenses Lissabon  |
| 21.11.2015 | CD Trofense              | 0:0 n. V. (1:4 i. E.) | Académica de Coimbra |
| 21.11.2015 | AC Malveira              | 0:1                   | CD Feirense          |
| 21.11.2015 | Benfica e Castelo Branco | 1:3                   | Gil Vicente FC       |
| 21.11.2015 | FC Arouca                | 0:0 n. V. (6:5 i. E.) | GD Chaves            |
| 21.11.2015 | SC Angrense              | 0:2                   | FC Porto             |
| 21.11.2015 | Sporting Lissabon        | 2:1 n. V.             | Benfica Lissabon     |
| 22.11.2015 | AD Fafe                  | 1:1 n. V. (1:3 i. E.) | FC Penafiel          |
| 22.11.2015 | Amarante FC              | 1:0                   | Marítimo Funchal     |
| 22.11.2015 | Desportivo Aves          | 3:3 n. V. (5:4 i. E.) | União Madeira        |
| 22.11.2015 | Casa Pia AC              | 0:1                   | Vitória Setúbal      |
| 22.11.2015 | Boavista Porto           | 1:0                   | CD Operário          |
| 22.11.2015 | Caldas SC                | 0:1                   | GD Estoril Praia     |
| 22.11.2015 | Nacional Funchal         | 5:0                   | CD Cova da Piedade   |
| 22.11.2015 | SC Farense               | 0:1 n. V.             | Sporting Braga       |
| 22.11.2015 | FC Paços de Ferreira     | 1:2                   | Rio Ave FC           |

## Achtelfinale
| Datum      |                  | Ergebnis              |                      |
| ---------- | ---------------- | --------------------- | -------------------- |
| 15.12.2015 | Vitória Setúbal  | 1:1 n. V. (1:3 i. E.) | Rio Ave FC           |
| 16.12.2015 | Desportivo Aves  | 2:2 n. V. (2:4 i. E.) | Nacional Funchal     |
| 16.12.2015 | Amarante FC      | 1:2                   | FC Arouca            |
| 16.12.2015 | GD Estoril Praia | 1:0                   | FC Penafiel          |
| 16.12.2015 | Gil Vicente FC   | 1:1 n. V. (4:3 i. E.) | Portimonense SC      |
| 16.12.2015 | CD Feirense      | 0:1                   | FC Porto             |
| 16.12.2015 | Sporting Braga   | 4:3 n. V.             | Sporting Lissabon    |
| 17.12.2015 | Boavista Porto   | 1:0                   | Académica de Coimbra |

## Viertelfinale
| Datum      |                | Ergebnis |                  |
| ---------- | -------------- | -------- | ---------------- |
| 13.01.2016 | Gil Vicente FC | 1:0      | Nacional Funchal |
| 13.01.2016 | Rio Ave FC     | 3:0      | GD Estoril Praia |
| 13.01.2016 | Sporting Braga | 2:0      | FC Arouca        |
| 13.01.2016 | Boavista Porto | 0:1      | FC Porto         |

## Halbfinale
| Datum                   |                | Gesamt |            | Hinspiel | Rückspiel |
| ----------------------- | -------------- | ------ | ---------- | -------- | --------- |
| 03.02.2016 / 02.03.2016 | Gil Vicente FC | 0:5    | FC Porto   | 0:3      | 0:2       |
| 04.02.2016 / 02.03.2016 | Sporting Braga | 1:0    | Rio Ave FC | 1:0      | 0:0       |

## Finale
| Paarung        | FC Porto – Sporting Braga |
| Ergebnis       | 2:2 n. V. (2:2, 0:1); 2:4 i. E. |
| Datum          | 22. Mai 2016 um 17:15 Uhr |
| Stadion        | Estádio Nacional, Oeiras |
| Zuschauer      | 35.390 |
| Schiedsrichter | Artur Soares Dias |
| Tore           | 0:1 Rui Fonte (12.) 0:2 Josué Pesqueira (58.) 1:2 André Silva (61.) 2:2 Josué Pesqueira (90.+1') Elfmeterschießen: 1:0 Miguel Layún 1:1 Pedro Santos Héctor Herrera (gehalten) 1:2 Nikola Stojiljković 2:2 Rúben Neves 2:3 Ahmed Hassan Maxi Pereira (gehalten) 2:4 Marcelo Goiano |
| FC Porto       | Helton – Maxi Pereira, Chidozie Awaziem (46. Rúben Neves), Iván Marcano, Miguel Layún – Danilo Pereira, Sérgio Oliveira (74. André André), Silvestre Varela (79. Vincent Aboubakar) – Héctor Herrera, Yacine Brahimi, André Silva. Cheftrainer: José Peseiro                       |
| Sporting Braga | Carlos Marafona – Baiano, Ricardo Ferreira (77. Willy Boly), André Pinto , Marcelo Goiano, Josué Pesqueira (84. Pedro Santos) – Luíz Carlos, Mauro Sousa, Rafa Silva, Ahmed Hassan – Rui Fonte (60. Nikola Stojiljković). Cheftrainer: Paulo Fonseca                               |
| Gelbe Karten   | André Silva – André Pinto, Carlos Maratona, Mauro Sousa |